# NGC 5354
NGC 5354 este o liner situată în constelația Câinii de Vânătoare. A fost descoperită în 14 ianuarie 1788 de către William Herschel. Se află la o distanță de 37,1 de megaparseci de Pământ.